# Mitchell van der Gaag
Mitchell van der Gaag, né le 22 octobre 1971 à Zutphen aux Pays-Bas, est un footballeur néerlandais qui jouait au poste de défenseur central devenu entraîneur

## Biographie

### Carrière de joueur
Né à Zutphen aux Pays-Bas, Mitchell van der Gaag est notamment formé par le De Graafschap et le PSV Eindhoven, mais c'est au NEC Nimègue, où il est prêté en février 1990, qu'il commence sa carrière professionnelle, lors de la saison 1989-1990. Il est ensuite prêté au Sparta Rotterdam et fait son retour au PSV Eindhoven à la fin de ce prêt. Il joue son premier match pour le club le 7 février 1993, lors d'une rencontre de championnat face au SC Cambuur. Il entre en jeu à la place d'Edward Linskens lors de cette rencontre remportée par son équipe sur le score de un but à zéro.
En juillet 1997 il s'engage en faveur du FC Utrecht. Il joue son premier match sous ses nouvelles couleurs le 20 août 1997, à l'occasion de la première journée de la saison 1997-1998 d'Eredivisie, contre le Roda JC, où il est titularisé (défaite 1-0 d'Utrecht ce jour-là).
Le 2 juillet 2001, van der Gaag rejoint le Portugal afin de s'engager en faveur du CS Marítimo. Il signe un contrat de deux ans, plus une année supplémentaire en option.
Le 17 septembre 2001, van der Gaag se fait remarquer en marquant deux buts pour Marítimo lors d'une rencontre de championnat face au FC Alverca. Titulaire, il participe à la victoire de son équipe par cinq buts à zéro.

### Carrière d'entraîneur
Après sa carrière de joueur, Mitchell van der Gaag devient entraîneur et commence dans cette nouvelle voie au Portugal avec le club où il a joué, le CS Marítimo, où il entraîne l'équipe B à partir de 2008. Il est nommé ensuite entraîneur principal de l'équipe première le 17 octobre 2009 après le limogeage de Carlos Carvalhal.
Après deux années sans activités dans le football, van der Gaag reprend un club. Il est nommé le 6 juin 2012 à la tête du club portugais du CF Belenenses.
Le 16 mai 2018, van der Gaag est nommé entraîneur principal du NAC Breda, succédant ainsi au belge Stijn Vreven. Il ne termine toutefois pas la saison 2018-2019, décidant de démissionner le 18 mars 2019, se sentant responsable de la situation critique du club, relégable à huit journées de la fin du championnat.
Le 24 mai 2019, Mitchell van der Gaag est nommé entraîneur du Jong Ajax, l'équipe réserve de l'Ajax Amsterdam.
Le 31 mai 2021, Mitchell van der Gaag est promu dans l'équipe première en tant qu'entraîneur adjoint d'Erik ten Hag. John Heitinga le remplace alors comme entraîneur de la réserve.
Van der Gaag suit Erik ten Hag lorsque ce dernier est nommé entraineur de Manchester United le 23 mai 2022. Van der Gaag poursuit donc son rôle d'entraîneur adjoint, accompagné cette fois de Steve McClaren,.

## Palmarès

### En tant qu'entraineur
CF Belenenses
- Liga Portugal 2 (1) :
  - Vainqueur : 2012-2013.

 Ajax Amsterdam (Entraîneur adjoint)
- Eredivisie (1) :
  - Vainqueur : 2021-2022.